# اچ‌ام‌اس تاپیر (پی۳۳۵)
اچ‌ام‌اس تاپیر (پی۳۳۵) (به انگلیسی: HMS Tapir (P335)) یک زیردریایی بود که طول آن ۲۷۶ فوت ۶ اینچ (۸۴٫۲۸ متر) بود. این زیردریایی در سال ۱۹۴۴ ساخته شد.